# Harem (genere)
L'harem (ハーレム?, hāremu) è un genere di anime e manga in cui un protagonista è circondato da molteplici potenziali partner romantici o sessuali.
Nello scenario più comune il protagonista è un maschio circondato da membri del sesso opposto; alcuni esempi sono: Oh, mia dea!, Chi ha bisogno di Tenchi?, To Love-Ru, High School DxD, Sister Devil, Suzuka, Love Hina, Sempre più blu, Rosario + Vampire e Kämpfer. Quando invece una protagonista femminile è circondata da maschi si parla di gyaku harem (逆ハーレム?, gyaku hāremu). Sue varianti più recenti includono anche lo yuri e lo yaoi, con personaggi rispettivamente solo maschi (es. Gakuen Heaven) e solo femmine, e la rimozione di quelli di sesso opposto.
Il termine deriva dalla parola araba ḥarīm (ﺣﺮﻳﻢ): propriamente «luogo inviolabile», presso i musulmani è la parte della casa o dell’appartamento riservato alle donne e ai bambini (analogo al gineceo dell'antica Grecia), ma per estensione è arrivato a significare "gruppo di donne dedite ad un solo uomo".

## Struttura e tipologia harem
Poiché il romanticismo è di rado l'obiettivo principale di tutta la serie, il concetto ed il significato di harem viene a risultare alquanto ambiguo: il tratto più distinguibile è senza dubbio il gruppo femminile che accompagna, ed in alcuni casi convive, col ragazzo. Quando si presenta un rapporto d'intimità, questo deve essere composto da un numero maggiore di tre persone (che oltrepassi quindi il più comune triangolo amoroso).
Inoltre possono anche esservi più d'un ragazzo, fintanto che questi occupano un posto minore nella storia, od inscenano col protagonista un rapporto "oscuramente ambiguo".

## Controversie
La forma harem è spesso criticata per l'uso eccessivo di luoghi comuni riguardanti i personaggi, ed i vari riferimenti sessuali presenti possono talora risultare inutili ed introdotti al solo scopo di soddisfare una certa tipologia di pubblico (fanservice). Altre critiche derivano anche dalla tendenza a ritrarre negativamente i personaggi femminili, che spesso tendono ad usare la violenza in maniera del tutto gratuita; tutto questo è visto come essenzialmente ripetitivo e fondamentalmente sessista.